# Česká Liga Amerického Fotbalu 2022
La Česká Liga Amerického Fotbalu 2022, detta anche Snapbacks Liga 2022 per ragioni di sponsorizzazione, è la 29ª edizione del campionato di football americano di primo livello, organizzato dalla ČAAF.

## Squadre partecipanti
| Club                  | Città          | Stadio | Sponsor ufficiale | Risultato nella stagione 2021 |
| --------------------- | -------------- | ------ | ----------------- | ----------------------------- |
| Bratislava Monarchs   | Bratislava     |        |                   |                               |
| Brno Alligators       | Brno           |        |                   |                               |
| Brno Sigrs            | Brno           |        |                   |                               |
| Nitra Knights         | Nitra          |        |                   |                               |
| Ostrava Steelers      | Ostrava        |        | Aquaponik         |                               |
| Přerov Mammoths       | Přerov         |        |                   |                               |
| Prague Lions          | Praga          |        |                   |                               |
| Ústí nad Labem Blades | Ústí nad Labem |        |                   |                               |
| Vysočina Gladiators   | Chotěboř       |        |                   |                               |

## Stagione regolare

### Calendario

#### 1ª giornata
| Praga 9 aprile 2022, ore 14:00 | Prague Lions | 49 – 40 (7-14 14-6 14-6 14-14) referto | Ostrava Steelers | Stadion Vitkov (230 spett.)\| Arbitro: \| Pachulski \| |
| Arbitro:                       | Pachulski    |                                        |                  |                                                        |

| Přerov 10 aprile 2022, ore 12:00 | Přerov Mammoths | 35 – 13 (0-0 26-0 9-0 0-13) referto | Brno Sigrs | TJ Spartak (249 spett.)\| Arbitro: \| Márai \| |
| Arbitro:                         | Márai           |                                     |            |                                                |

| Nitra 10 aprile 2022, ore 14:00 | Nitra Knights | 20 – 42 (7-7 6-14 0-7 7-14) referto | Vysočina Gladiators | Kynek (116 spett.)\| Arbitro: \| Frehar \| |
| Arbitro:                        | Frehar        |                                     |                     |                                            |

| Ústí nad Labem 10 aprile 2022, ore 15:00 | Ústí nad Labem Blades | 0 – 38 (0-24 0-7 0-7 0-0) referto | Brno Alligators | Olšinky (355 spett.)\| Arbitro: \| Kriesman \| |
| Arbitro:                                 | Kriesman              |                                   |                 |                                                |

#### 2ª giornata
| Bratislava 17 aprile 2022, ore 14:00 | Bratislava Monarchs | – referto | Brno Alligators | Mladá Garda |

| Nitra 17 aprile 2022, ore 14:00 | Nitra Knights | – referto | Brno Sigrs | Kynek |

| Ostrava 17 aprile 2022, ore 15:00 | Ostrava Steelers | – referto | Ústí nad Labem Blades | Poruba |

| Jihlava 17 aprile 2022, ore 16:00 | Vysočina Gladiators | – referto | Prague Lions | Stadion v Jiráskově ulici |

#### 3ª giornata
| Brno 23 aprile 2022, ore 14:00 | Brno Sigrs | – referto | Vysočina Gladiators | Sportovní areá Ondreje Sekory |

| Brno 24 aprile 2022, ore 14:00 | Brno Alligators | – referto | Ostrava Steelers | Sportovní areá Ondreje Sekory |

| Přerov 24 aprile 2022, ore 15:00 | Přerov Mammoths | – referto | Bratislava Monarchs | TJ Spartak |

#### Recuperi 1
| Žižkov 1º maggio 2022, ore 16:00 | Prague Lions | – referto | Ústí nad Labem Blades | Stadion FK Viktoria Žižkov |

#### 4ª giornata
| Brno 8 maggio 2022, ore 14:00 | Brno Sigrs | – referto | Prague Lions | Sportovní areá Ondreje Sekory |

| Nitra 8 maggio 2022, ore 14:00 | Nitra Knights | – referto | Přerov Mammoths | Kynek |

| Ústí nad Labem 8 maggio 2022, ore 15:00 | Ústí nad Labem Blades | – referto | Bratislava Monarchs | Olšinky |

| Jihlava 8 maggio 2022, ore 16:00 | Vysočina Gladiators | – referto | Brno Alligators | Stadion v Jiráskově ulici |

#### 5ª giornata
| Jihlava 14 maggio 2022, ore 19:00 | Vysočina Gladiators | – referto | Ostrava Steelers | Stadion v Jiráskově ulici |

| Brno 15 maggio 2022, ore 14:00 | Brno Sigrs | – referto | Ústí nad Labem Blades | Sportovní areá Ondreje Sekory |

| Bratislava 15 maggio 2022, ore 14:00 | Bratislava Monarchs | – referto | Nitra Knights | Mladá Garda |

| Přerov 15 maggio 2022, ore 15:00 | Přerov Mammoths | – referto | Prague Lions | TJ Spartak |

#### 6ª giornata
| Brno 28 maggio 2022, ore 16:00 | Brno Alligators | – referto | Brno Sigrs | Sportovní areá Ondreje Sekory |

| Bratislava 29 maggio 2022, ore 14:00 | Bratislava Monarchs | – referto | Prague Lions | Mladá Garda |

| Ústí nad Labem 29 maggio 2022, ore 15:00 | Ústí nad Labem Blades | – referto | Přerov Mammoths | Olšinky |

| Ostrava 29 maggio 2022, ore 15:00 | Ostrava Steelers | – referto | Nitra Knights | Poruba |

#### 7ª giornata
| Valdice 4 giugno 2022, ore 16:00 | Prague Lions | – referto | Nitra Knights |  |

| Ostrava 5 giugno 2022, ore 15:00 | Ostrava Steelers | – referto | Brno Sigrs | Poruba |

| Jihlava 5 giugno 2022, ore 16:00 | Vysočina Gladiators | – referto | Bratislava Monarchs | Na Stoupách |

| Brno 5 giugno 2022, ore 16:00 | Brno Alligators | – referto | Přerov Mammoths | Sportovní areá Ondreje Sekory |

#### 8ª giornata
| Bratislava 12 giugno 2022, ore 14:00 | Bratislava Monarchs | – referto | Ostrava Steelers | Mladá Garda |

| Nitra 12 giugno 2022, ore 14:00 | Nitra Knights | – referto | Ústí nad Labem Blades | Kynek |

| Přerov 12 giugno 2022, ore 15:00 | Přerov Mammoths | – referto | Vysočina Gladiators | TJ Spartak |

| Praga 12 giugno 2022, ore 16:00 | Prague Lions | – referto | Brno Alligators | Hostivař |

#### 9ª giornata
| Brno 18 giugno 2022, ore 16:00 | Brno Alligators | – referto | Nitra Knights | Sportovní areá Ondreje Sekory |

| Brno 19 giugno 2022, ore 14:00 | Brno Sigrs | – referto | Bratislava Monarchs | Sportovní areá Ondreje Sekory |

| Ústí nad Labem 19 giugno 2022, ore 15:00 | Ústí nad Labem Blades | – referto | Vysočina Gladiators | Olšinky |

| Ostrava 19 giugno 2022, ore 15:00 | Ostrava Steelers | – referto | Přerov Mammoths | Poruba |

### Classifica
La classifica della regular season è la seguente:
- PCT = percentuale di vittorie, G = partite giocate, V = partite vinte,  P = partite perse, PF = punti fatti, PS = punti subiti

| Pos. | Squadra               | PCT   | G | V | N | P | PF | PS |
| ---- | --------------------- | ----- | - | - | - | - | -- | -- |
| 1    | Brno Alligators       | 1.000 | 1 | 1 | 0 | 0 | 38 | 0  |
| 2    | Vysočina Gladiators   | 1.000 | 1 | 1 | 0 | 0 | 42 | 20 |
| 3    | Přerov Mammoths       | 1.000 | 1 | 1 | 0 | 0 | 35 | 13 |
| 4    | Prague Lions          | 1.000 | 1 | 1 | 0 | 0 | 49 | 40 |
| 5    | Bratislava Monarchs   | .000  | 0 | 0 | 0 | 0 | 0  | 0  |
| 6    | Ostrava Steelers      | .000  | 1 | 0 | 0 | 1 | 40 | 49 |
| 7    | Nitra Knights         | .000  | 1 | 0 | 0 | 1 | 20 | 42 |
| 8    | Brno Sigrs            | .000  | 1 | 0 | 0 | 1 | 13 | 35 |
| 9    | Ústí nad Labem Blades | .000  | 1 | 0 | 0 | 1 | 0  | 38 |

## Playoff

### Tabellone
|  | Semifinali | Semifinali | Semifinali |  |  | XXIX Czech Bowl | XXIX Czech Bowl | XXIX Czech Bowl |  |
|  |            |            |            |  |  |                 |                 |                 |  |
|  | 1          | TBD        |            |  |  |                 |                 |                 |  |
|  | 1          | TBD        |            |  |  |                 |                 |                 |  |
|  | 4          | TBD        |            |  |  |                 |                 |                 |  |
|  | 4          | TBD        | TBD        |  |  |                 |                 |                 |  |
|  |            |            |            |  |  |                 |                 |                 |  |
|  |            |            | TBD        |  |  |                 |                 |                 |  |
|  | 2          | TBD        |            |  |  |                 |                 |                 |  |
|  | 2          | TBD        |            |  |  |                 |                 |                 |  |
|  | 3          | TBD        |            |  |  |                 |                 |                 |  |

### Semifinali
| 2022 | TBD | – referto | TBD |  |

| 2022 | TBD | – referto | TBD |  |

### XXIX Czech Bowl
| 2022 | TBD | – referto | TBD |  |

## Marcatori
| Giocatore    | Sq.                 | TD rush | TD recv | TD int | TD p.ret | TD k.ret | TD oth | Xp1 | Xp2 | FG | Saf | Totale |
| ------------ | ------------------- | ------- | ------- | ------ | -------- | -------- | ------ | --- | --- | -- | --- | ------ |
| Kadlec       | Prague Lions        | 0       | 2       | 0      | 0        | 0        | 0      | 7   | 0   | 0  | 0   | 19     |
| Šimečka      | Ostrava Steelers    | 0       | 2       | 0      | 0        | 0        | 0      | 2   | 0   | 1  | 0   | 14     |
| Mašita       | Vysočina Gladiators | 0       | 2       | 0      | 0        | 0        | 0      | 1   | 0   | 0  | 0   | 13     |
| 5 giocatori  | 12                  |         |         |        |          |          |        |     |     |    |     |        |
| Večerka      | Přerov Mammoths     | 0       | 0       | 0      | 0        | 0        | 0      | 4   | 0   | 2  | 0   | 9      |
| Vysloužil    | Ostrava Steelers    | 0       | 1       | 0      | 0        | 0        | 0      | 0   | 1   | 0  | 0   | 8      |
| 16 giocatori | 6                   |         |         |        |          |          |        |     |     |    |     |        |
| Kodým        | Vysočina Gladiators | 0       | 0       | 0      | 0        | 0        | 0      | 5   | 0   | 0  | 0   | 5      |
| Nestr        | Brno Alligators     | 0       | 0       | 0      | 0        | 0        | 0      | 4   | 0   | 0  | 0   | 4      |
| 4 giocatori  | 2                   |         |         |        |          |          |        |     |     |    |     |        |
| Baykalov     | Brno Sigrs          | 0       | 0       | 0      | 0        | 0        | 0      | 1   | 0   | 0  | 0   | 1      |

## Passer rating
Mancano i dati degli incontri Mammoths-Sigrs e Gladiators-Knights della 1ª giornata.

La classifica tiene in considerazione soltanto i quarterback con almeno 10 lanci effettuati.
| Giocatore    | Sq.                   | G | Att | Comp | Int | Yds | TD | NFL    | NCAA   |
| ------------ | --------------------- | - | --- | ---- | --- | --- | -- | ------ | ------ |
| Suszckiewicz | Brno Alligators       | 1 | 22  | 13   | 0   | 249 | 4  | 138,07 | 214,16 |
| Mumphrey     | Prague Lions          | 1 | 30  | 16   | 1   | 295 | 5  | 113,19 | 184,27 |
| Jones        | Ostrava Steelers      | 1 | 34  | 19   | 1   | 299 | 5  | 112,62 | 172,40 |
| T. Brown     | Ústí nad Labem Blades | 1 | 23  | 10   | 0   | 141 | 0  | 63,86  | 94,97  |
| Team         | Brno Alligators       | 1 | 0   | 0    | 0   | -7  | 0  |        |        |
| Team         | Ostrava Steelers      | 1 | 0   | 0    | 0   | -8  | 0  |        |        |
| Team         | Ústí nad Labem Blades | 1 | 0   | 0    | 0   | -8  | 0  |        |        |